# Yun Dong-ju
Yun Dong-ju ou Yoon Dong-joo (윤동주, 尹東柱) est un  poète coréen, né le 30 décembre 1917 à Longjing en Jilin (Chine) et mort le 16 février 1945 à Fukuoka en Kyūshū (Japon).

## Biographie

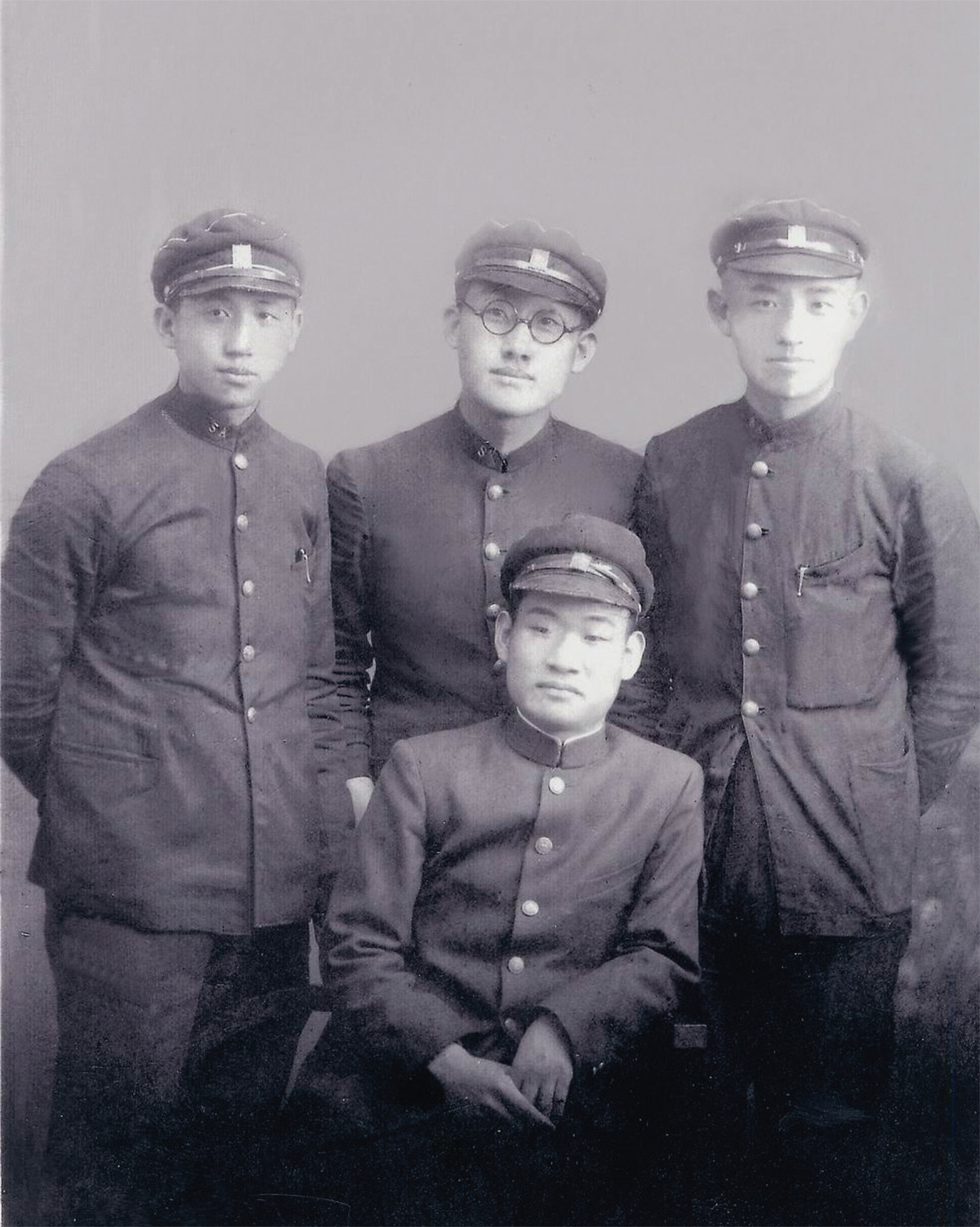
Yun Dong-ju (à droite au dernier rang) en plein collège de Soongsil, en 1935 ou 1936, aux côtés de du pasteur avec lunettes Moon Ik-hwan.

Yun Dong-ju est né le 30 décembre 1917 en Mandchourie dans une famille chrétienne.
Son père s'opposant à son rêve de devenir poète, il fuit la maison parentale et part étudier les lettres à l'école Yonhui (aujourd'hui l'université Yonsei) à Séoul. Durant cette période, il a choisi dix-neuf poèmes à publier dans un recueil qu'il intitule Ciel, vent, étoiles et poésie (Haneulgwa baramgwa byeolgwa shi), mais ne parvient à trouver de maison d'édition pour les faire paraître. À la fin de ses études il part étudier la littérature anglaise à Tokyo, d'abord à l'université Rikkyo, puis à l'université Dōshisha.
Accusé de se livrer à des activités anti-japonaises, il est arrêté en juillet 1943 et condamné à deux ans de prison. Torturé et affamé, il meurt au pénitencier de Fukuoka le 16 février 1945.
Son œuvre principale est finalement un recueil de trente-et-un poèmes, intitulé comme il le souhaitait Ciel, vent, étoiles et poésie (Haneulgwa baramgwa byeolgwa si), publié à titre posthume en 1948. Avec la publication de ce recueil, Yun fut dès lors considéré comme un des symboles de la résistance contre l'impérialisme japonais en Corée durant l'occupation.

## Œuvre
L'Institut coréen de traduction littéraire (LTI of Korea) résume son œuvre de cette manière :

« La poésie de Yun est d'abord remarquable par le caractère innocent de ses personnages, une sensibilité profonde par rapport au sentiment d'abandon et au départ de la terre natale. Il développe tout au long de son œuvre un caractère original et mystérieux dû notamment à son sentiment de culpabilité face à son inadaptation au monde réel et aux réalités sociales de son époque. La vie et la mort (Samgwa jugeum) est représentatif de ses poèmes datant de 1934 à 1936, sa période d'apprentissage littéraire. Il décrit le conflit entre la vie et la mort, entre la lumière et l'obscurité, mais sa prose poétique reste le plus souvent trop dépouillée. À partir de 1937, sa poésie révèle un travail d'introspection implacable et une certaine anxiété envers la dure réalité de son époque. Ses poèmes suivants révèlent la maturité du poète par la mise en poésie de ses propres expériences et par son regard sur les réalités nationalistes de l'époque. Son œuvre part ainsi d'un sentiment de désespoir, d'anxiété, de solitude pour se diriger progressivement vers un message de courage et d'espoir face aux profonds changements sociaux de l'époque. »

## Ciel, Vent, Étoiles et Poésie

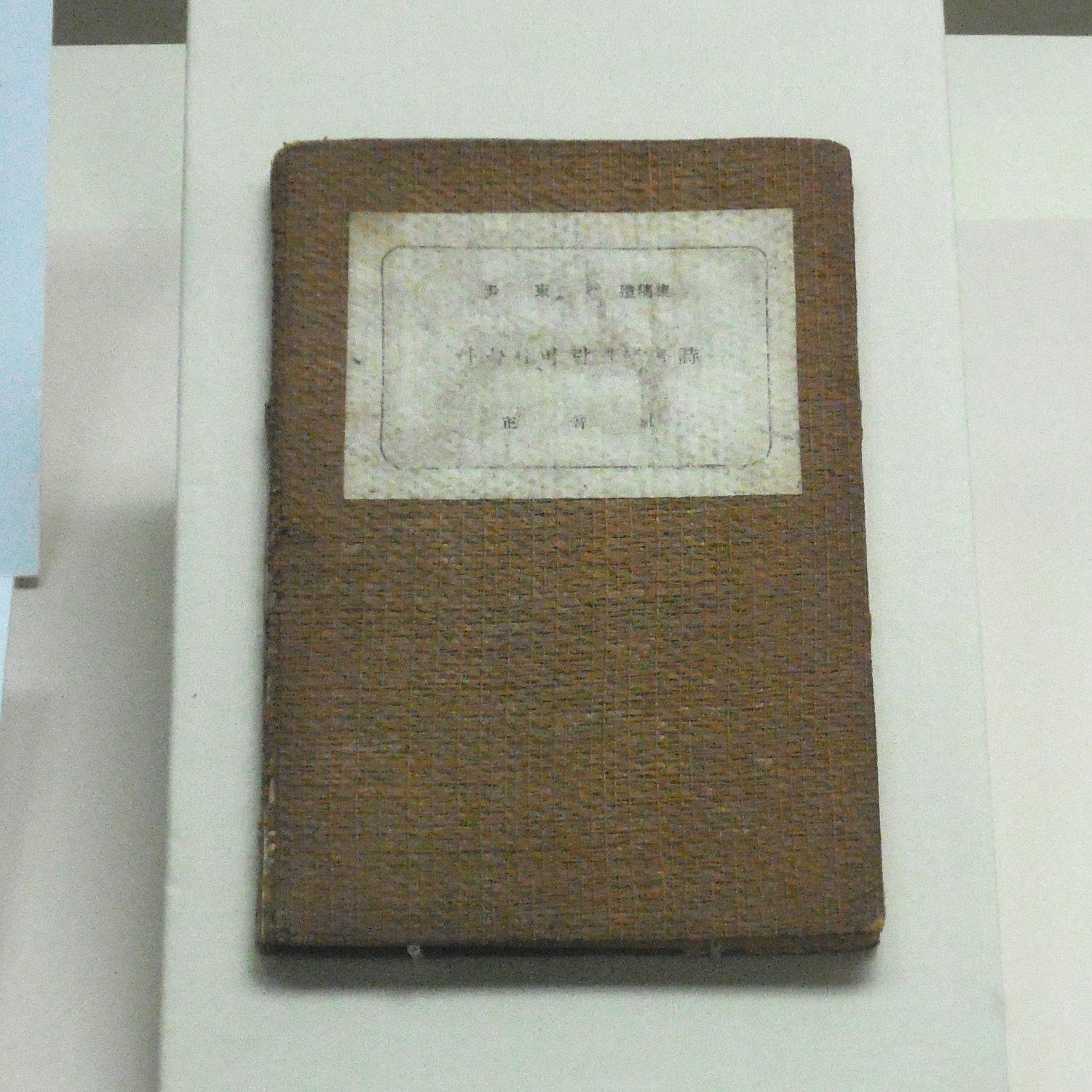
Son recueil de poèmes.

En janvier 1948, un recueil de trente-et-un poèmes, intitulé Ciel, vent, étoiles et poèmes (Haneulgwa baramgwa byeolgwa si) et accompagné d'une préface de son ami poète Jeong Ji-yong a été publié par Jeong-eumsa. En 1976, les proches de Yun collectèrent nombre de ses poèmes inédits pour publier une troisième édition du recueil. Les poèmes présents dans cette nouvelle édition (116 au total) sont considérés comme l'œuvre principale de Yun.
Dans une enquête datant de 1986, il fut désigné comme « le poète le plus populaire parmi la jeunesse coréenne ». Yun fait partie des poètes les plus appréciés et lus en Corée.
Le passage suivant est la traduction d'un de ses poèmes les plus célèbres :

« 서시 (序詩)
죽는 날까지 하늘을 우러러 한 점 부끄럼 없기를
잎새에 나는 바람에도 나는 괴로와 했다
별을 노래하는 마음으로 모든 죽어가는 것을 사랑해야지
그리고 나에게 주어진 길을 걸어가야겠다
오늘 밤에도 별이 바람에 스치운다 »

« Préface :
Jusqu'à la mort, fixer le ciel et ne souffrir d'aucune honte
Mon cœur fut jadis tourmenté par les bruissements même du vent s'infiltrant entre les feuilles.
D'une âme chantant les étoiles, je m'en vais aimer toute forme de vie
Il ne me restera plus qu'à suivre la voie qui m'a été tracée,
Cette nuit encore, le ciel est parsemé d'étoiles. »

## Œuvre
- Yun Dong-ju (trad. Kim Hyeon-ju et Pierre Mesini), Ciel, vent, étoiles et poèmes [« 하늘과 바람과 별과 시 »], Marseille, Éditions Autres temps, coll. « Temps poétique »,‎ 1997 (1re éd. 1997), 142 p. (ISBN 2-911873-31-9, EAN 9782890464490, ISSN 1150-1413, BNF 20180711, lire sur Wikisource).

## Hommage
- Yun Dong-ju Shoots the Moon (윤동주, 달을 쏘다>를 중심으로), pièce musicale de Seoul Performing Arts Company (2012), avec Park Young-soo dans le rôle de Yun Dong-ju[6].
- Dongju: The Portrait of a Poet (동주), film sud-coréen de Lee Joon-ik (2016). Le poète y est interprété par Kang Ha-neul.